# Invasione del Regno Unito pianificata da Napoleone
L’Invasione del Regno Unito pianificata da Napoleone fu una spedizione militare mai attuata che Napoleone Bonaparte aveva pianificato ed era sul punto di attuare ai danni del Regno Unito. I francesi avevano già tentato di invadere l'Irlanda per destabilizzare la Gran Bretagna nel 1796. Una prima "Armata d'Inghilterra" si riunì presso la costa del Canale della Manica nel 1798, ma l'attenzione di Napoleone venne concentrata all'epoca nelle campagne in Egitto ed in Austria che portarono poi nel 1802 alla firma della Pace di Amiens. Già all'epoca della Francia dell'Ancien Régime del resto vi erano stati dei tentativi di invasione dell'Inghilterra nel 1744, nel 1759 e nel 1779. In considerazione della netta superiorità quantitativa e qualitativa dell'esercito di terra napoleonico rispetto a quello inglese, se tale operazione fosse riuscita a Napoleone, probabilmente sarebbe mutata profondamente la storia delle Guerre napoleoniche.

## I preparativi francesi

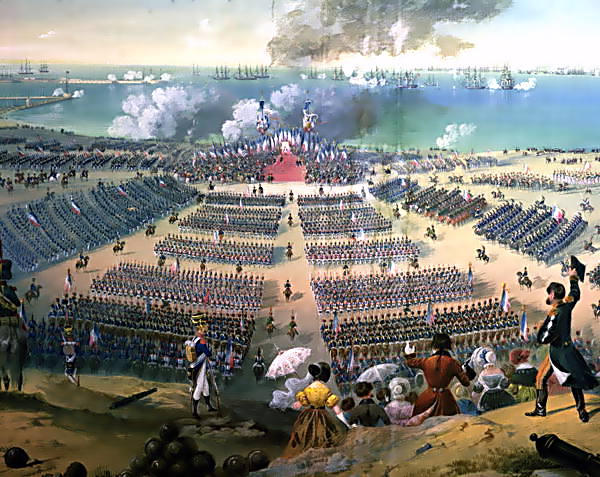
L'ispezione delle truppe a Boulogne, 15 agosto 1804

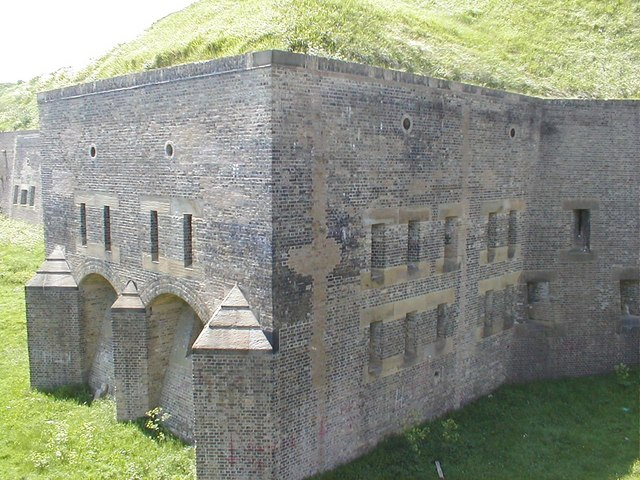
Il ridotto, parte del complesso di fortificazioni del Dover Western Heights.

Dal 1803 al 1805 un nuovo esercito di 200 000 uomini, noto col nome di Armée des côtes de l'Océan (Armata delle Coste dell'Oceano) o Armée d'Angleterre (Armata d'Inghilterra), venne portato ad addestrarsi sui campi presso Boulogne, Bruges e Montreuil. Una grande "Flottiglia Nazionale" venne costruita nello stesso Canale della Manica sulla costa della Francia e dei Paesi Bassi (all'epoca sotto la dominazione francese nella Repubblica Bataviana), da Étaples a Flushing, col compito poi di portarsi a Boulogne. Questa flottiglia inizialmente era stata posta sotto l'energico comando di Eustache Bruix, ma egli venne ben presto richiamato a Parigi dove morì di tubercolosi nel marzo del 1805. La parte della flottiglia costruita dalla Marina batava era al comando del viceammiraglio Carel Hendrik Ver Huell.
I collegamenti portuali a Boulogne vennero migliorati e vennero costruiti pure dei forti difensivi, mentre tra le truppe in attesa iniziava a serpeggiare il malcontento per l'attesa e la noia, nonché per le continue esercitazioni e preparativi oltre alle frequenti ispezioni di Napoleone stesso (tra cui le prime concessioni della Legion d'onore imperiale). Venne coniata una medaglia celebrativa ed una colonna trionfale venne eretta a Boulogne per celebrare anticipatamente il successo dell'invasione dell'Inghilterra. Ad ogni modo, quando Napoleone ordinò le prime prove su vasta scala dell'invasione, malgrado il tempo inclemente e contro l'avviso dei suoi comandanti navali come Charles René Magon de Médine (comandante dell'ala destra della flottiglia), molti uomini persero la vita.

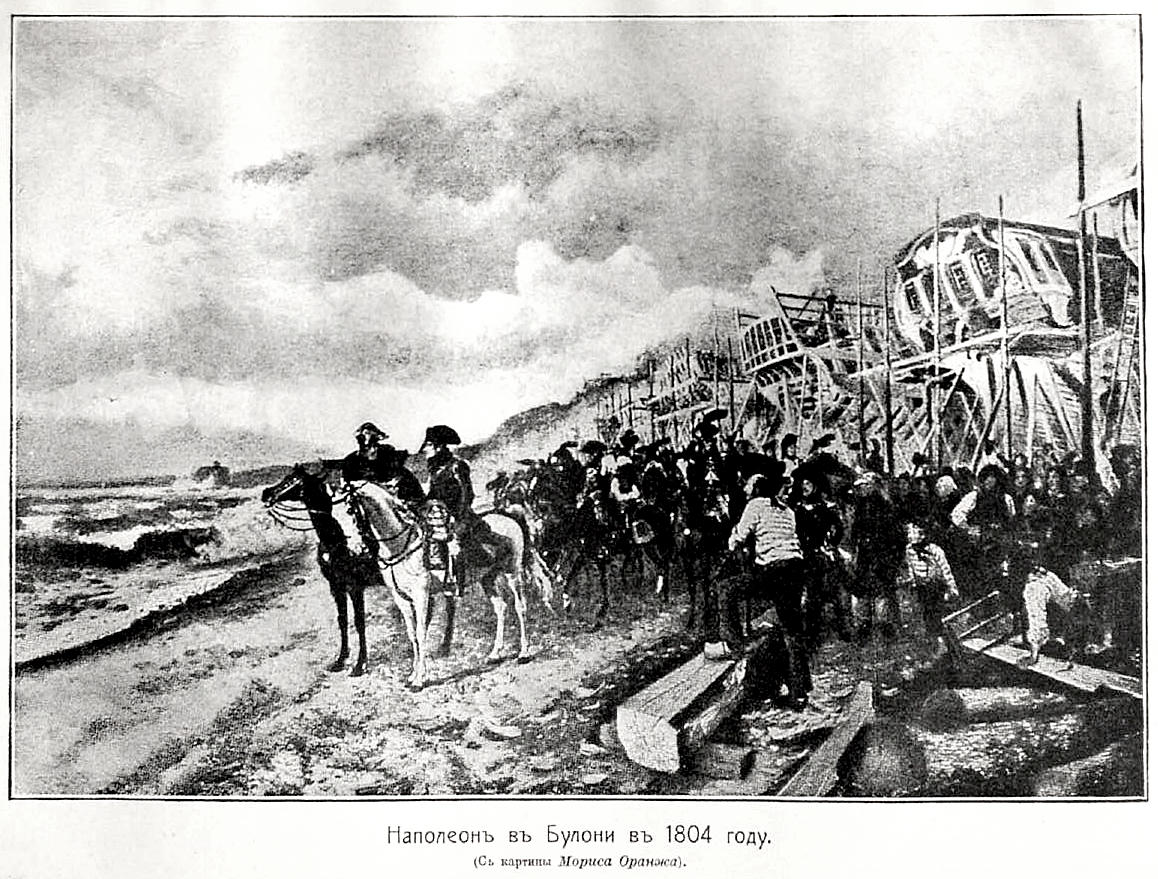
Napoleone e le sue truppe sulle spiagge di Boulogne

Napoleone considerò seriamente l'idea di utilizzare per l'invasione dei palloni aerostatici e nominò Marie Madeline Sophie Blanchard quale responsabile per queste primi studi per "truppe dell'aria", sebbene fu ella stessa a dire al sovrano che per i venti contrari tale opzione appariva inservibile. (Il primo pallone militare francese venne utilizzato nel 1794 da Jean-Marie Coutelle). Per quanto questa invasione via aria non si concretizzò, tale prospettiva iniziò a catturare la mente dalla stampa e del pubblico inglese.
Questi preparativi vennero finanziati dalla vendita della Louisiana del 1803, con la quale la Francia cedette il proprio grande territorio nordamericano agli Stati Uniti in cambio del pagamento di 50 000 000 di franchi (circa 11 250 000 dollari americani dell'epoca). L'intero ammontare della somma venne speso per progettare l'invasione. Gli Stati Uniti a loro volta si erano serviti della banca inglese Baring Brothers per ottenere un prestito allo scopo.
Per la parallela invasione dell'Irlanda, pure pianificata e mai attuata, nel 1803, Napoleone aveva costituito la Legione irlandese con 20 000 uomini.

## Le contromisure inglesi

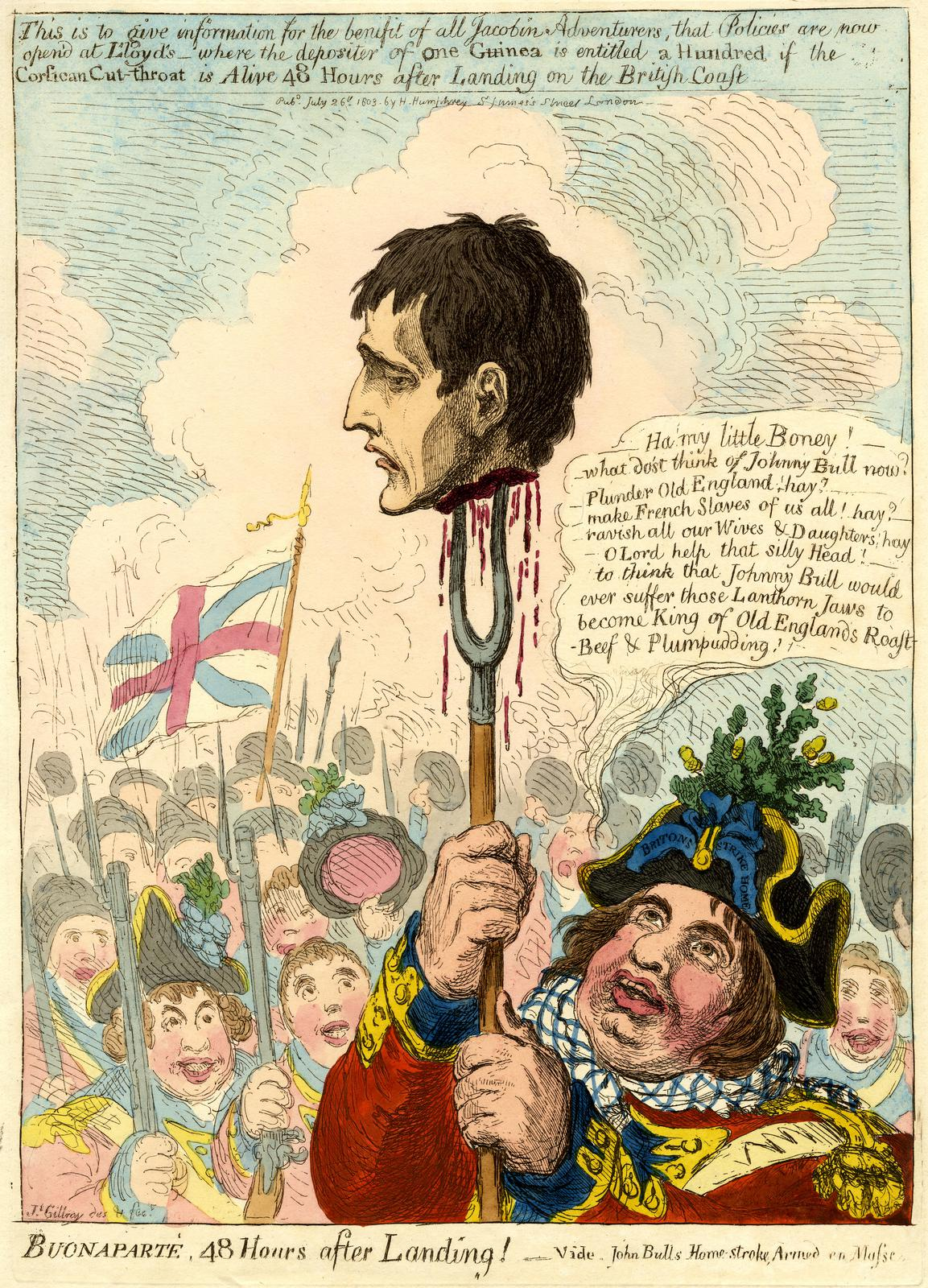
John Bull, personificazione nazionale dell'Inghilterra, che porta su una picca la testa di Napoleone Bonaparte dopo la sconfitta dell'invasione francese. Disegno di propaganda del 1803 di James Gillray.

Malgrado i primi insuccessi dei francesi nelle operazioni di preparazione, gli inglesi continuarono a rimanere in allerta sulle difese per l'invasione. Con la flottiglia e l'accampamento militare di Boulogne ancora chiaramente visibili dalla costa meridionale dell'Inghilterra, venne costruita la Torre Martello e venne coscritta la milizia locale. Nelle aree più vicine alle fortificazioni francesi sin dal 1779 erano state costruite delle primitive difese che vennero ora completate o migliorate ove necessario. Il Castello di Dover disponeva già di tunnel sotterranei che portavano verso le Dover Western Heights che vennero costruite), come pure il Royal Military Canal che venne prosciugato per impedire a Napoleone di penetrare nell'Inghilterra attraverso le Romney Marsh. Iniziarono pure a diffondersi dicerie infondate di una flotta francese azionata da mulini a vento, di tunnel segreti lungo tutto il Canale della Manica e di palloni aerostatici, come pure di caricature per ridicolizzare la prospettiva dell'invasione. Un raid navale su Boulogne venne condotto nell'ottobre del 1804 sebbene le flotte combinate francese e spagnola avessero una forza tale da rompere sicuramente il blocco navale imposto dall'Inghilterra.

## I piani navali
Prima che la flottiglia decidesse di attraversare il Canale della Manica, ad ogni modo, Napoleone doveva ottenere il controllo incondizionato dell'area – con le sue parole: "Lasciateci essere padroni della Manica per sei ore e saremo padroni del mondo." Egli ad ogni modo dovette ammettere di avere le flottiglie di Brest e Tolone bloccate dagli inglesi (a Brest si trovava lo squadrone di Collingwood mentre a Tolone si trovava quello di Nelson). L'idea di Napoleone, dopo il forzo del blocco, era quella di portarsi verso l'Oceano Atlantico e sconfiggere le navi di William Cornwallis che erano poste a difesa degli Western Approaches. Le flotte di Tolone e Brest (sotto il comando di Pierre-Charles Villeneuve e Honoré Joseph Antoine Ganteaume rispettivamente) avrebbero dovuto incontrarsi in Martinica, e poi riportarsi in Europa, sbarcando delle forze in Irlanda (come avevano fatto in occasione delle due precedenti ribellioni del 1796 e del 1798) e sconfiggere ciò che sarebbe rimasto nel Canale della Manica, prendendo così il controllo delle difese del canale e permettendo di difendere i trasporti che avrebbero compiuto la traversata che dovevano necessariamente passare tutti prima dell'arrivo dei rinforzi inglesi.
Il piano era tipico di Napoleone e della sua strategia fatta di rapidi movimenti e colpi a sorpresa, ma tale stile era più adatto ai movimenti su terra che non ai combattimenti marittimi, con problematiche dei venti ed i blocchi inglesi che rendevano il tutto più complesso ed allungavano i tempi dell'operazione. Solo la forza di Tolone riuscì a rompere il blocco navale inglese (il 29 marzo 1805) e, sebbene riuscì ad attraversare l'Atlantico, non trovò la flotta di Brest nel punto dove avrebbe dovuto trovarsi e per questo tornò in Europa autonomamente, ancorandosi a Rochefort ed a Ferrol e venendo poi sconfitta nella Battaglia di Capo Finisterre. Più avanti, il 27 agosto 1805 Napoleone utilizzò l'esercito predisposto per l'invasione per costituire il cuore della sua nuova Grande Armée e ne dirottò la marcia per combattere nella Campagna di Ulma. All'epoca della Battaglia di Trafalgar (21 ottobre), l'idea dell'invasione poteva dirsi ormai archiviata in quanto gli inglesi erano tornati a riprendere il possesso del Canale della Manica, rendendo così inattuabile il piano di Napoleone. Il commento attribuito al Primo lord dell'ammiragliato Lord St. Vincent "Non dico che [i francesi] non possano venire - Dico semplicemente che non possono venire dal mare" diede prova di essere corretto.

## Memoriale
Attualmente, sul sito dell'accampamento di Boulogne si trova una colonna di 53 metri di altezza (detta Colonna della Grande Armée, la più alta di Francia) costruita negli anni '50 dell'Ottocento, con la statua di Napoleone sulla sua cima, mentre alla base si trovano dei bassorilievi a pannello che mostrano scene delle prime concessioni della Legion d'onore. L'arsenale del campo è ancora oggi conservato in loco.

## Galleria di propaganda anti-invasione inglese

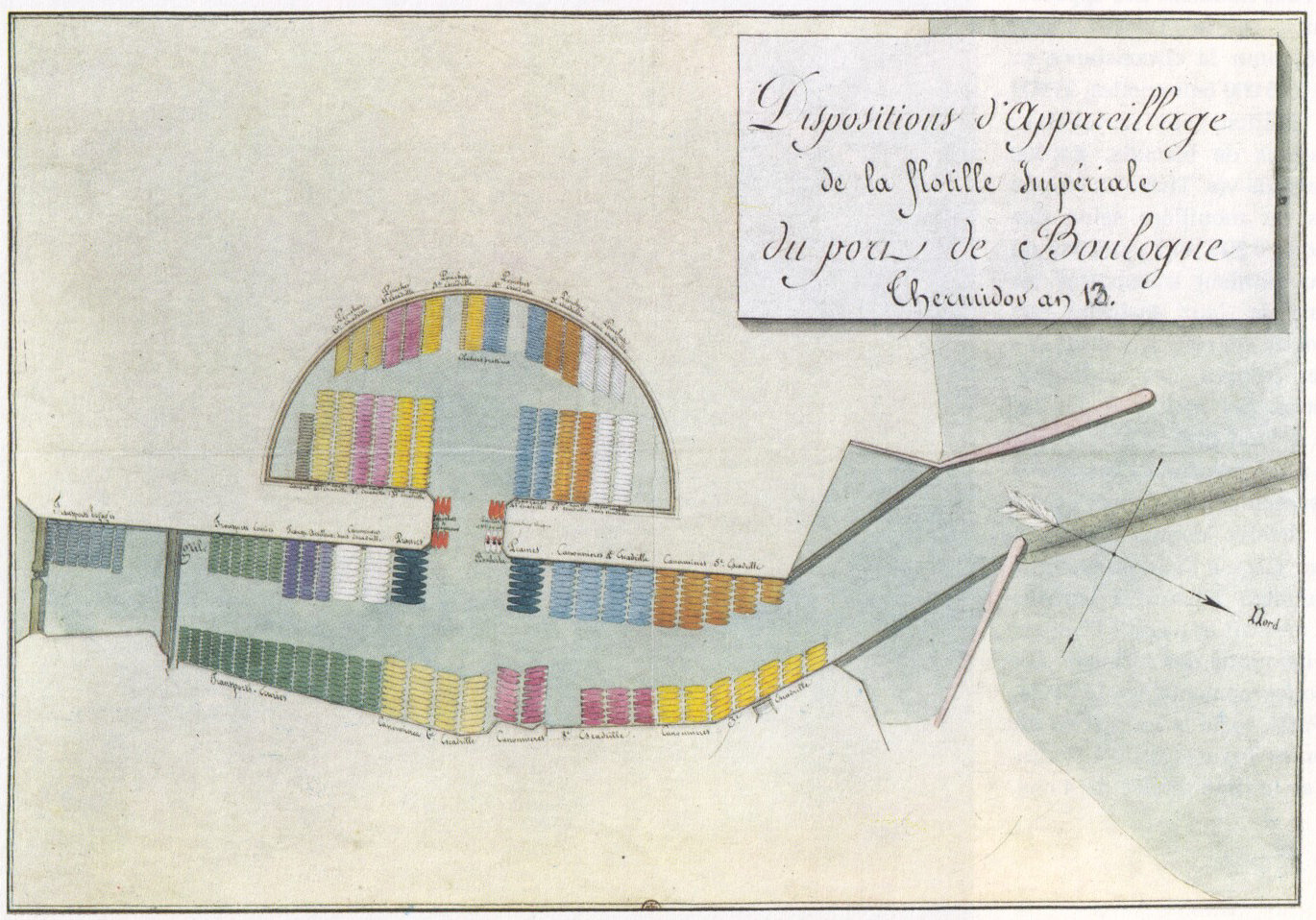
Disposizione della flottiglia francese
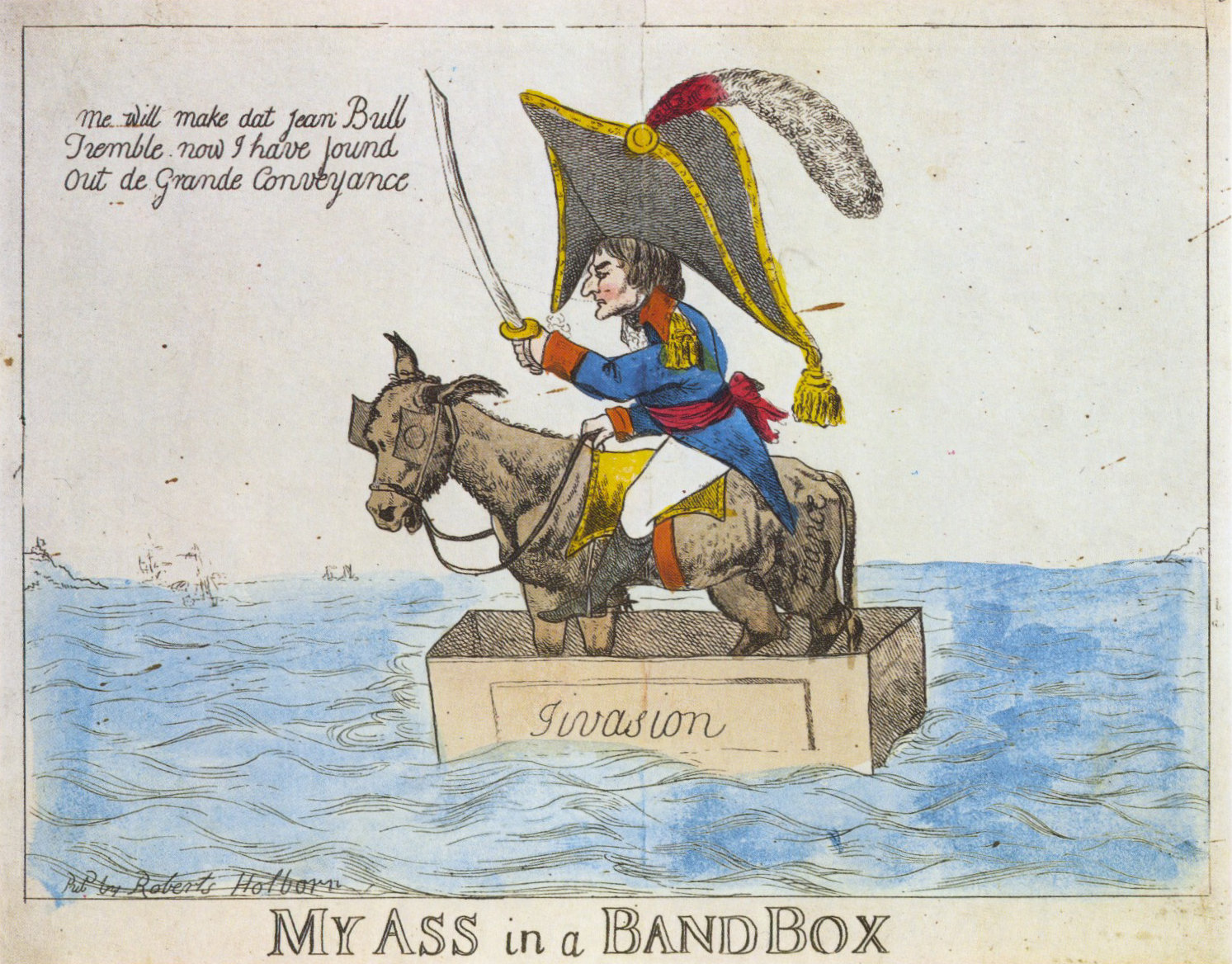
Caricatura sull'invasione
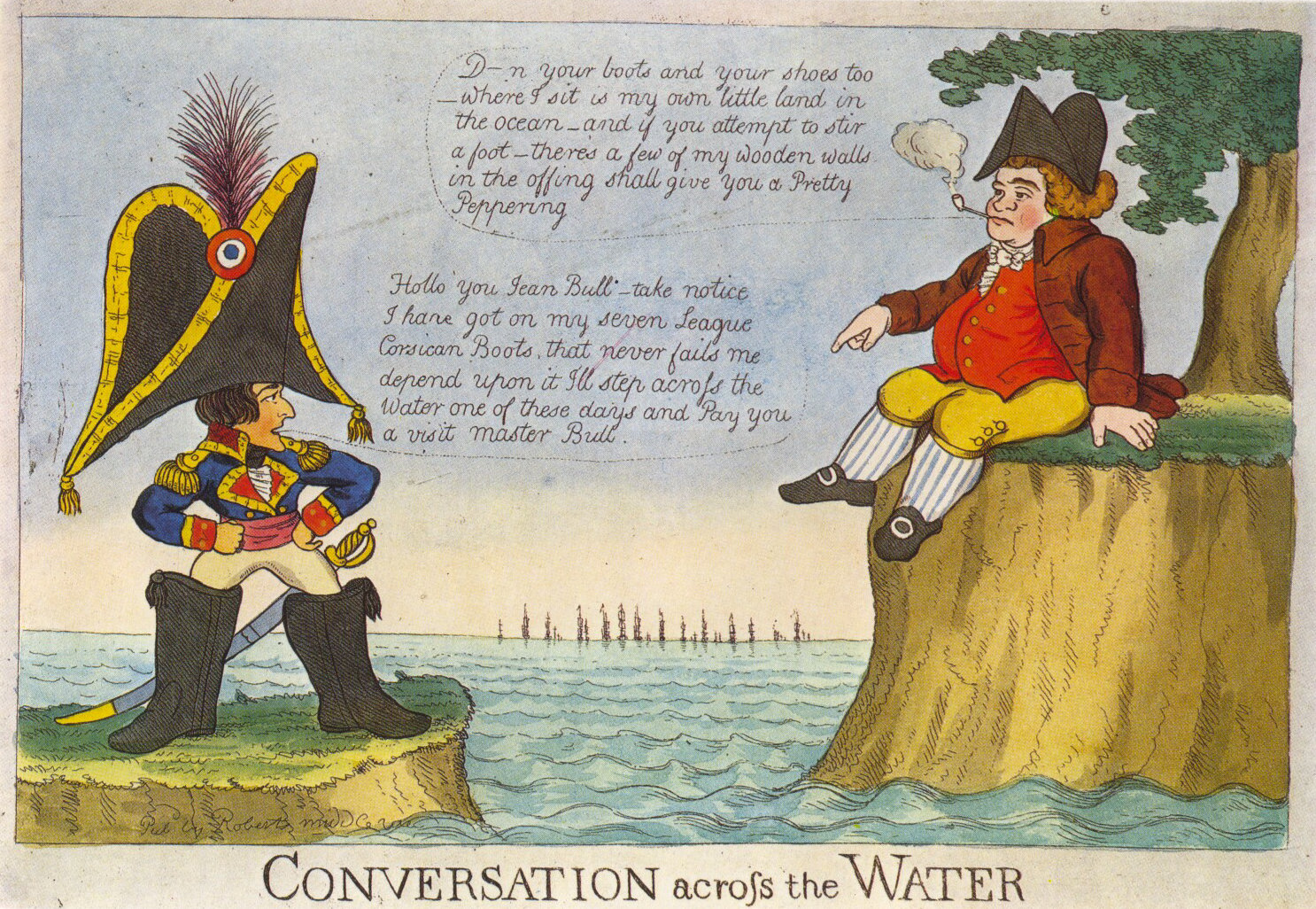
John Bull protetto dalla Royal Navy
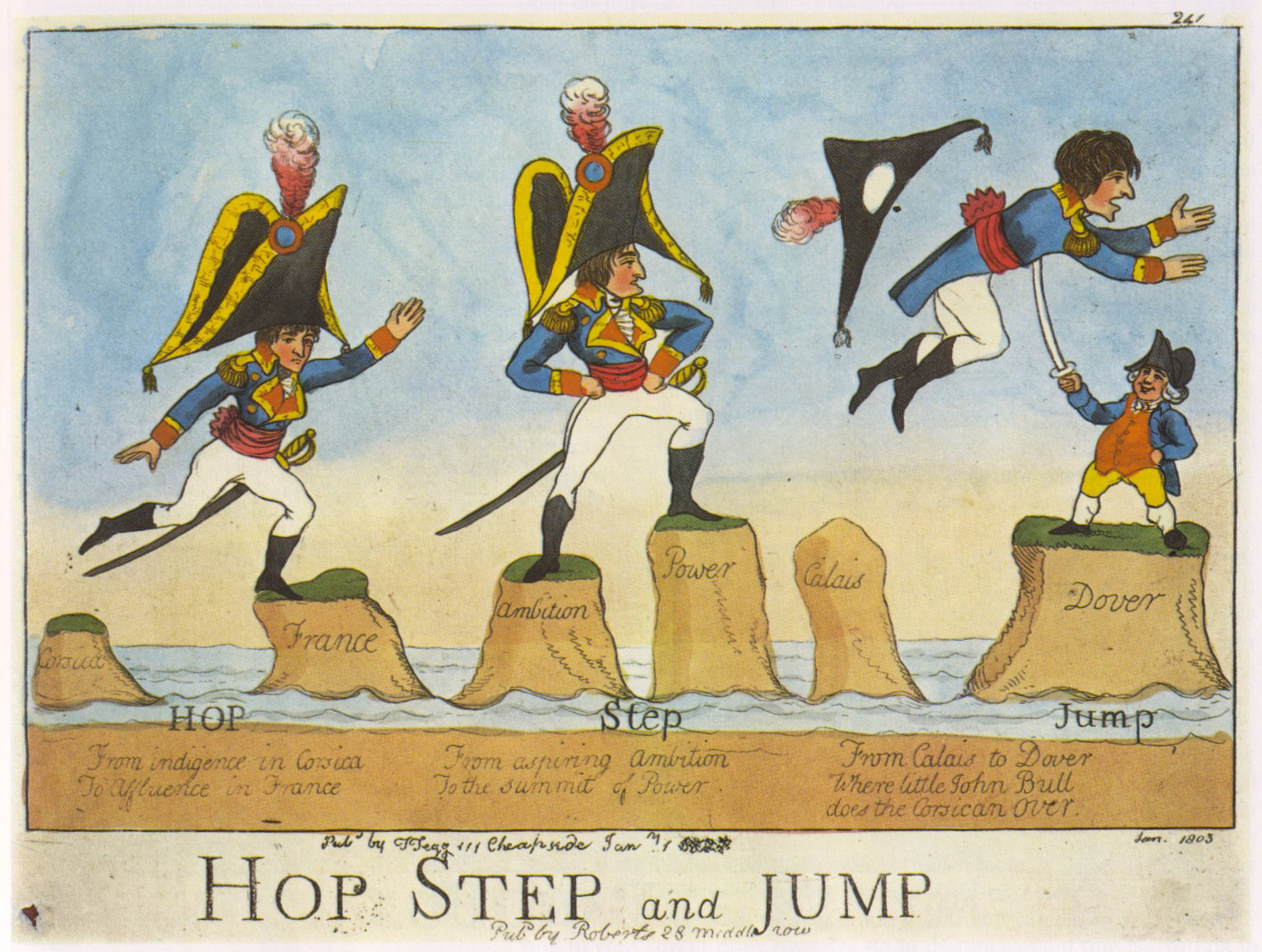
John Bull scaccia Napoleone